# Carlos Bernal García
Carlos Bernal García va ser un militar espanyol que va participar en la Guerra civil espanyola.

## Biografia
Bernal va ingressar a l'Exèrcit el 28 d'agost de 1889 i va realitzar els seus estudis a l'Acadèmia General Militar de Toledo.
Al començament de la contesa ostentava el rang de General de brigada, pertanyent a l'arma d'enginyers.
El juliol del 1936 va exercir breument el càrrec de Sotssecretari de guerra. Poc després es va posar al capdavant d'una columna que va combatre en la Serra de Guadarrama, mantenint el comandament del sector de Somosierra fins que va ser substituït pel comandant Enrique Jurado al començament de setembre. A partir de llavors es va fer càrrec d'una divisió administrativa que s'havia creat en Albacete, on s'estaven formant noves unitats militars i les futures Brigades Internacionals. Seguiria al capdavant d'aquest lloc fins al 21 de juny de 1937. L'historiador Hugh Thomas comenta que Bernal es va fer conegut en l'Exèrcit republicà per les seves idees antirevolucionàries.
Al juny de 1937 va ser nomenat a càrrec de la Inspecció del sud, encarregada de coordinar els cossos d'exèrcit republicans que cobrien Extremadura i Andalusia, posició que va mantenir fins a abril de 1938. Posteriorment seria nomenat Director general dels Serveis de rereguarda i transport de l'Exèrcit.
Cap al final de la guerra ostentava el lloc de comandant de la Base Naval de Cartagena, seu de la Marina de guerra republicana. En qualitat de tal, el 16 de febrer de 1939 va estar president en una reunió celebrada en el Aeròdrom de Los Llanos en la qual, al costat d'altres militars i el president Juan Negrín, es va mostrar contrari a continuar la contesa. El 4 de març va ser substituït al capdavant de la Base naval pel coronel Francisco Galán Rodríguez, la qual cosa tot seguit va provocar la rebel·lió de militars i marins de la base. Poc després seria nomenat governador militar de Madrid pel coronel Casado, després de l'anomenat cop de Casado.
Capturat per l'Exèrcit franquista, va ser empresonat i va morir mentre es trobava a la presó.